# カステルヌオーヴォ・デッラ・ダウニア
カステルヌオーヴォ・デッラ・ダウニア（イタリア語: Castelnuovo della Daunia）は、イタリア共和国プッリャ州フォッジャ県にある、人口約1,400人の基礎自治体（コムーネ）。

## 地理

### 位置・広がり

#### 隣接コムーネ
隣接するコムーネは以下の通り。括弧内のCBはカンポバッソ県（モリーゼ州）所属を示す。
- カザルヌオーヴォ・モンテロターロ
- カザルヴェッキオ・ディ・プーリア
- ルチェーラ
- ピエトラモンテコルヴィーノ
- サン・ジュリアーノ・ディ・プーリア (CB)
- サンタ・クローチェ・ディ・マリアーノ (CB)
- トッレマッジョーレ

## 行政

### 分離集落
カステルヌオーヴォ・デッラ・ダウニアには、以下の分離集落（フラツィオーネ）がある。
- Strettola, Dragonara, Villanella, Gautoni